# Геронтологія
Геронтоло́гія (від грец. γέροντος — стара людина і грец. λόγος — слово, знання) — розділ біології та медицини, наука, яка вивчає механізми і процеси, що зумовлюють старіння живих організмів, зокрема людини.
Виникла близько століття тому[коли?]. Складовими частинами геронтології є геріатрія — вчення про хвороби, пов'язані з інволюційними змінами, а також особливості лікування та профілактики захворювань у літньому й старечому віці, герогігієна, яка вивчає питання загальної та спеціальної гігієни людей старших вікових груп, і геронтопсихологія, яка вивчає психо-поведінкові особливості людей похилого та старого віку.

## Визначення терміна
Геронтологія загалом є міждисциплінарною наукою, та поділяється на кілька напрямків. Соціальна геронтологія вивчає соціальні та психологічні аспекти старіння, як і ефекти старіння населення. Біогеронтологія вивчає біологічні аспекти старіння. Геріатріка, що часто вважається окремою від геронтології наукою, вивчає хвороби похилого віку та методи боротьби з ними. Біомедична геронтологія поєднує останні два напрямки, намагаючись знайти практичні засоби збільшення тривалості життя.

## Історія
Значний внесок у становлення і розвиток цієї науки внесли І. І. Мечников, В. Коренчевський, М. М. Амосов[джерело?] Також в розуміння вікових процесів розвитку і причин старіння вніс вклад Володимир Дильман. Академік Володимир Фролькіс висунув адаптаційно-регуляторну теорію вікового розвитку (з генно-регуляторної гіпотезою старіння). Згідно з ним, первинні механізми старіння пов'язані зі зміною регуляції активності генів, регуляції їх експресії та репресії. Також висунув теорію вітаукту — в ході еволюції, поряд з процесами старіння, виникають механізми активної протидії їм — процеси вітаукту (антистаріння). В. В. Фролькіс запропонував також кілька гіпотез і концепцій: концепцію етагенезу[джерело?] для опису життєвого циклу організму в цілому (від зиготи до смерті); гіпотезу про інвертори (внутрішньоклітинні регулятори плазматичних мембран) — припущення про існування внутрішньоклітинних регуляторів стану плазматичних мембран, які синтезуються в ядрі, синтез інверторів з віком зменшується, що зумовлює зміни в збудливості клітин, чутливості їх до дії гормонів; концепцію про стрес-вік-синдромі, постулював на основі подібності численних фізіологічних, біохімічних і структурних проявів старіння і стресу.

## Соціальна геронтологія
Це громадська дисципліна, розділ геронтології, покликаний вирішувати демографічні, соціально-економічні проблеми старіння. Термін «соціальна геронтологія» ввів Е. Стігліц (1940 рр). Офіційно закріпився в 1960 році.
Існує чотири напрямки соціальної геронтології як науки:
1. Вивчення впливу старості на особистість, на зміну цінностей, потреб людини, його поведінки і способу життя в старості.
2. Дослідження стану літньої людини в групі, взаємодія в сім'ї, колективі, з друзями, а також вивчення специфіки груп, що складаються з людей похилого віку.
3. Вивчення літніх людей в суспільстві в цілому. Літні розглядаються як певна демографічна спільність і вона (спільність) впливає на соціальні процеси і сама перебуває під впливом соціальних процесів.
4. Вивчення впливу різних медичних препаратів на певні функції організму в різних вікових групах, яка дозволяє призначати препарати літнім людям виходячи з ряду важливих факторів.

## Див.також
- Геріатрія
- Персоналізована медицина
- Регенеративна медицина
- Старіння
- Омолодження
- Біохакінг
- Трансгуманізм
- Здоровий спосіб життя